# Vivinus

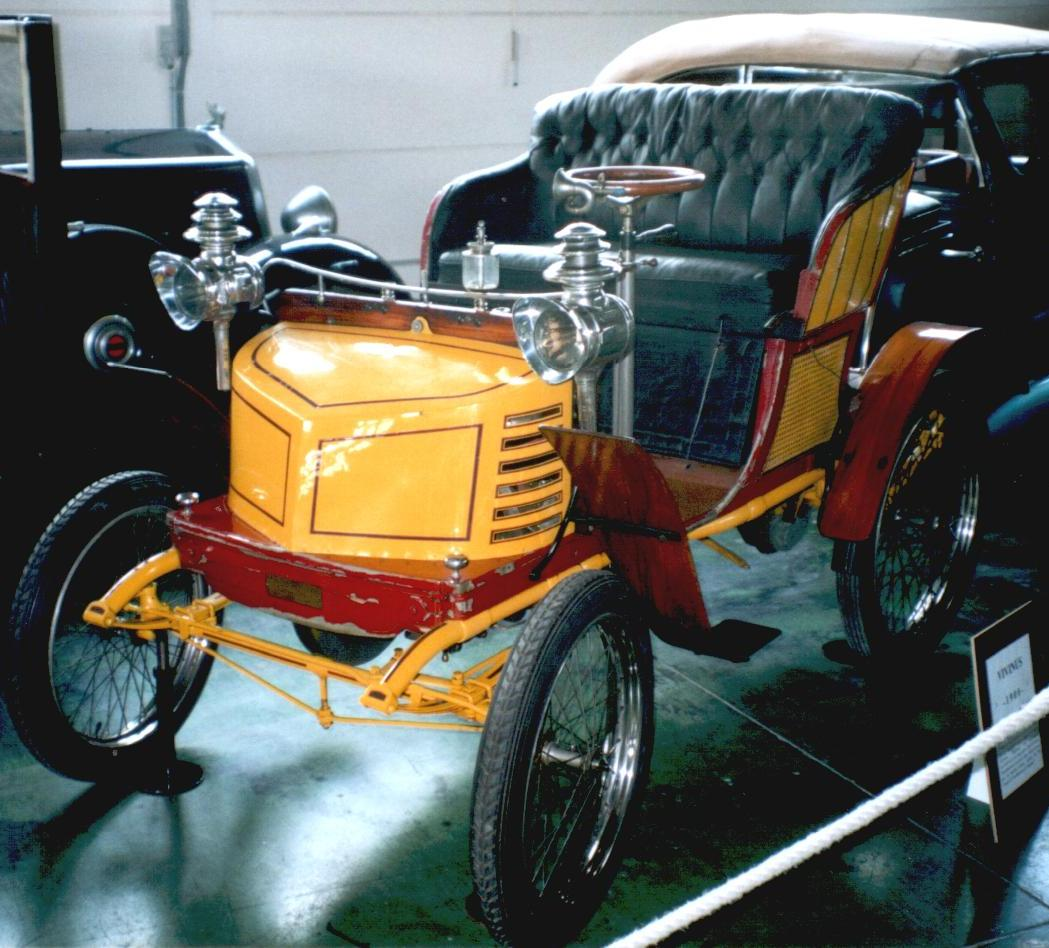
Vivinus 1900

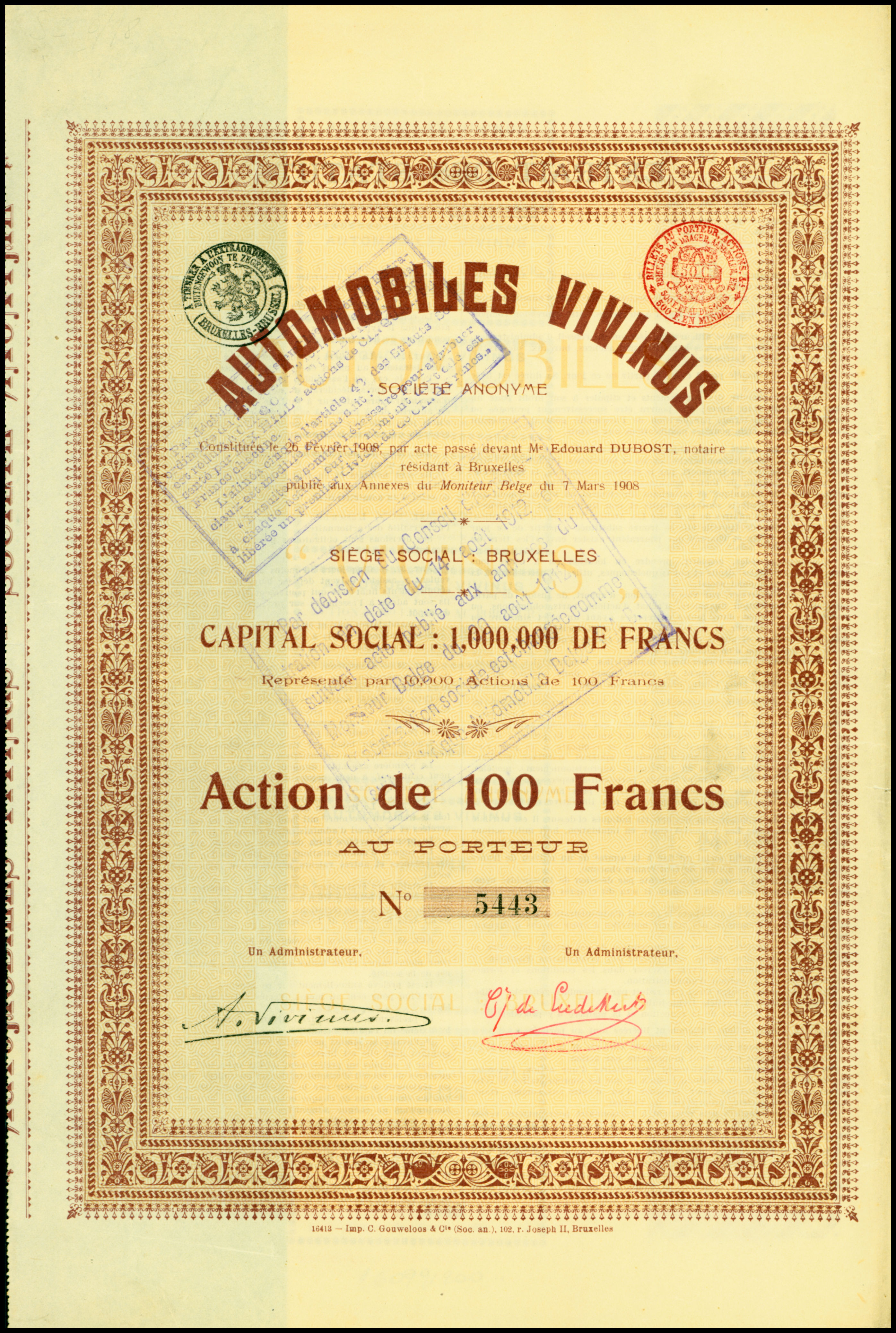
Ação da Automobiles Vivinus SA, emitida em 1908

Os automóveis Vivinus foram fabricados pelo Ateliers Vivinus S.A., uma empresa fundada em 1899 em Schaerbeek, Bruxelas. A empresa foi renomeada Automobiles Vivinus S.A. em 1908.
O proprietário, Alexis Vivinus (1860-1929), fabricava bicicletas na década de 1890 e tornou-se importador da Benz. A partir de 1895 começou a fabricar sua própria linha de carros. Eram modelos voiturette acionados por correia com motor monocilíndrico de 785 cc e transmissão de 2 velocidades por acionamento por correia. As licenças para fazer seus projetos foram vendidas para empresas como New Orleans da Inglaterra, Georges Richard da França e De Dietrich na Alemanha.
A partir de 1907, uma gama de carros de 4 cilindros mais convencionais foi fabricada com acionamento por eixo, juntamente com motocicletas e motores aerodinâmicos.
A empresa entrou em liquidação em 1912. A oficina foi assumida pela Fabrique Automobile Belge. O próprio Vivinus mais tarde se juntou a Minerva.